# Villads Villadsen (forfatter)
 For alternative betydninger, se Villads Villadsen. (Se også artikler, som begynder med Villads Villadsen)
Villads Ove Gabriel Jørgen Villadsen, født 11. januar 1916 i Avannarliit, (dansk: ~ Nordre Huse), et nu nedlagt udsted ved udmundingen af Ilulissat Isfjord, død 22. januar 2006 i Qasigiannguit. Villads Villadsen var overkateket, skolelærer, forfatter, digter, komponist og kunstner.
Han blev i 1945 gift med Birgithe f. K’âgssuarpâse Manîkutdlak Ajivalik, barnebarn af en af de sidste berømte åndemanere, Maratsi.

## Ordener
- Ridder af Dannebrogsordenen
- Dronningens Fortjenstmedalje i sølv med krone
- Grønlands Selvstyres Fortjenstmedalje i sølv
- Æresborger i Qasigiannguit
- Grønlands Hjemmestyres Kulturpris

## Familie
Hans forældre var Judithe (blev kaldt i daglig tale ”Naja”), f. Johansen og Jakob Villadsen, der ernærede sig som en fangerfamilie.

### Søskende
Født som nr. 2 ud af 5 søskende:
Arnaq Villadsen, død i ung alder
Dorthe Simonsen, døde gammel
Tobias Villadsen, kateket, omkommet ved kajakfangst
Karl Villadsen, død af tuberkulose

### Børn
Erling Villadsen, f. 1945 i Qaqortoq
Naja Villadsen, f. 1949 i Qeqertarsuaq
Kaali Villadsen, f. 1951 i Qeqertarsuaq
Ulrik Villadsen, f. 1956 i Qeqertarsuaq
Lars Villadsen, f. 1963 i Angmagssalik/Ammassalik (nu: Tasiilaq)

## Levnedsbeskrivelse
Villads Villadsen var oprindeligt opdraget til at være fanger i traditionel grønlandsk forstand. Han fik således sin første traditionelle grønlandske kajak som 5 årig. Han blev habil sælfanger i børneårene og fangede sin første hvidhval som 14-årig.

### Uddannelse
- I Avannarliit / Nordre Huse blev han som så mange andre udsteder dengang, undervist af den lokale læser, der formelt ikke havde nogen uddannelse. Også hans moder oplærte ham således med at læse og skrive. Efter sin konfirmation blev han af myndighederne opfordret til at gennemføre en uddannelse og eftersom han ønskede at lære noget, sagde han ja.
- 1932 optaget i efterskolen i Aasiaat
- 1934 Højskolen i Nuuk
- 1936 Seminariet i Nuuk
- 1938 uddannet som kateket/lærer

I 1938 blev han udstationeret i Angmagssalik (nu: Tasiilaq) som underviser til den østgrønlandske kateketuddannelse, såkaldte småkateketer, foruden at være overkateket ved præstegældet. Underviste også frivilligt på den lokale aftenskole.
Ved siden af sit erhverv som overkateket ernærede han sig stadig som fanger hvor han fik to østgrønlandske kajakker og havde et hundespand.
I 1945 flyttede Villads og hans kone Birgithe til Akulliit, en nu nedlagt bygd syd for Qasigiannguit, efter et midlertidig ophold i Qaqortoq hvor sønnen Erling blev født og døbt.
Efter et halv år i Akulliit flyttede familien til Qeqertarsuaq. I Qeqertarsuaq startede Villads Villadsen sit kulturelle virke for alvor. Han oprettede bl.a. spejdertruppen KFUM og den første nordgrønlandske lokale sangkorforening, K’EP (K’ek’ertarssuarme Erinarssok’atigît Pek’atigîgfiat).
1951-52 var han på uddannelsesophold i Danmark, Askov Højskole i et halvt år herefter folkeskoleturnus på forskellige skoler.
I 1961 flyttede familien tilbage til Angmagssalik (nu Tasiilaq) i Østgrønland for at undervise de sidste hold småkateketer. Der medvirkede Villads Villadsen til oprettelsen af spejdertroppen Gustav Holms Trop samt det lokale sangkor.
I 1967 gennemgik Villads Villadsen et musikkursus i Baaring Højskole. Samme år flyttede familien til Qasigiannguit, Vestgrønland, hvor Villads Villadsen boede indtil sin død 22. januar 2006.

## Villads Villadsens kulturelle virke
Under sit uddannelsesophold på seminariet i Nuuk fra 1936 vaktes hans interesse for litterært arbejde, hvor Villads Villadsen sad på et af seminariets små værelser og skuede ud af de små vinduer - efter sigende på det storslåede udsigt mod den gamle kolonihavn - og skriblede digte og småfortællinger ned uden dog at det mundede ud i nogen udgivelser. Og dette fortsatte han med efter at være flyttet til Østkysten i 1938, hvor hans interesse for det litterære voksede. Villads Villadsen udgav i 1954 sin første bog i to dele, ”mêrk’anut ok’alugpalât I - II”, en samling oversatte smånoveller og fortællinger for børn.
I 1958 udgav Villads Villadsen sit første værk, ”Jense”, omhandlende perioden efter den 2. Verdenskrig, hvor Amerikanerne under krigen beskyttede Grønland og oprettede baser rundt omkring i Grønland, bl.a. i Ikkatseq ved Angmagssalik/Ammassalik. Forbindelsen til Danmark blev afbrudt under krigsårene.

## Villads Villadsen bibliografi
1. Meeqqanut oqaluppalaat I – II, 1954, Oqaluttuat / Det Grønlandske Forlag
2. Jense, 1958,	Oqaluttualiaq
3. Meeqqanut oqaluppalaat I – II, 2. udg., 1964, Oqaluttuat
4. Valmuuinnguaq, Piccolo, Italiamiutut (på italiensk), 1964, Digte / Nouva Antologia
5. Nalusuunerup Taarnerani, 1965, Oqaluttuat (roman i digteform) / Det Grønlandske Forlag
6. Nukappiatoqqat, tak./(se) Allagarsiat, 1970	Oqaluttualiaq / fortælling
7. Nikkulaat, 1971, Oqaluttuaq / roman
8. Ikerasaamiut	, 1973, Oqaluttualiaq / roman
9. Juulut, 1974, Oqaluttualiaq / roman
10. Ole, 1974, Ilinniut (lærebog) / Ministeriet for Grønland
11. Nikkulaat, 2. udg., 1976, Oqaluttuaq / roman
12. Tuperna, 1976, Oqaluttualiaq / roman / Det Grønlandske Forlag
13. Meeqqanut oqaluppalaat, 3. udg., 1976, Oqaluttuat / fortællinger for børn / Ministeriet for Grønland
14. Suulut Jaakulu, 1977, Ilinniut / lærebog
15. Saamu nangitittoq, 1977, Isiginnaartitsissut / teatermanuskript
16. Kaassassuk, 1977, Isiginnaartitsissut / teatermanuskript
17. Manguaraq Qaammassuarlu, 1977, Isiginnaartitsissut / teatermanuskript
18. Nannup aatsagasup ataani, tak./se at. Paas., 1977, Oqaluttualiaq/fortælling / Ministeriet for Grønland
19. Piitaqu, tak./ se Suluit 1, 1978	Oqaluttuaq / Det Grønlandske Forlag
20. Qasapi, Islandimiutut / på islandsk, 1978, Digte, Ljóökynni
21. Diskomi kingornalu, 1979, Oqaluttualiaq/ roman / Det Grønlandske Forlag
22. Asingaleq, tak. / se Inuit, 1979	Digte / Nordiske 1. Bogforlag
23. Siivali, 1980, Oqaluttualiaq / roman
24. Aviaaja, Indiamiutut / på indisk, 1981, Digte / Adr. Sahitya Akademi, New Delhi
25. Aviaaja and his family, tuluttut / på engelsk, 1981, Digte / Anglo-American Center, Mullejö
26. Asanninnera illit toquppat, 1983, Oqaluttualiaq / roman / Det Grønlandske Forlag
27. Aviaaja ilaqutaalu, danskisut / på dansk / 1983, Digte, se Grønlandsk litteratur, Nørhaven
28. Qasigiannguit ukiut 250-ine, 1985, Oqaluttuarisaaneq / lokalhistorisk / Nørhaven Bogtrykkeri
29. Buujuk Nuulummiu, 1984, Oqaluttualiaq / roman / Det Grønlandske Forlag
30. Habakuk nulialu Maria Magdaline, 1987, Isiginnaartitsissut / teatermanuskript / Maniitsup Kommunea
31. Ajortup Qania, 1987, Oqaluttuat naatsialuit / roman / Det Grønlandske Forlag
32. Arnaq ilinnut tunniussara, 1988, Oqaluttualiaq / roman, Atuakkiorfik
33. Ole Naffarmi (?), 1991
34. Margrethe, 1995 roman
35. Nalusuunerup taarnerani, roman i digteform, ny retsskrivning, 1996
36. Pisimasupiluup akisuanera, roman, 1999
37. Juulliaqqap unnuaani il.il., 19 ?, Isiginnaartitsissut / teatermanuskript
38. Inuilaarsuup anersaavi, digte, 2003
39. Meeqqanut oqaluppalaat, ny retskrivning, 2003
40. Qinikkit, ujakkit nanissavatit – taallat / digte, 2005
41. Inuillami serrarpalaaq, digte, 2006
42. K'asapi, tak. / se Grønlandske digte, ?, Digte / Gullander, Skjern
43. Tulukkat sinittarfianni (?)
44. Tussiutit, Den grønlandske Salmebog, 6 salmer, 2008

Saqqummersinneqanngitsut / Ej publicerede:
1. Arnaq aasiit pisuulluni roman / 1993
2. Eqqaamasat – kuseriarnerit / selvbiografi / 1995
3. Qasigiannguit nunaqarfigisimasai: Ikamiut, Akulliit, Ilimanaq, Avannarliit, Eqi / oqaluttuarisaaneq / lokalhistorisk fortsættelse af "Qasigiannguit ukiut 250-ine" (1984)
4. Qimatulivimmit (1989)
5. Eskimuut upperisarsiornerat
6. Putorsuaq
7. (Kinguarsimanerusut upperisarsiornerat; nr. 5?)
8. Ajornaqaaq, saperpara allallu, oqaluttuaaqqat / novellesamling (1995)